# Halichoeres burekae
Halichoeres burekae är en fiskart som beskrevs av Weaver och Rocha 2007. Halichoeres burekae ingår i släktet Halichoeres och familjen läppfiskar. IUCN kategoriserar arten globalt som otillräckligt studerad. Inga underarter finns listade i Catalogue of Life.